# 1975 în științifico-fantastic
- 1974 în științifico-fantastic — 1975 în științifico-fantastic — 1976 în științifico-fantastic

1975 în științifico-fantastic a implicat o serie de evenimente:

## Nașteri și decese

### Nașteri
- Saladin Ahmed
- Christopher Barzak
- Stefan Burban
- Frank Hebben
- Hugh Howey
- Niklas Peinecke
- Oliver Plaschka
- Thomas Plischke
- Cherie Priest
- Brian Francis Slattery
- Gavin Smith
- David Walton

### Decese
- James Blish (n. 1921)
- György Botond-Bolics (n. 1913)
- Anatoli Dneprow (n. 1919)
- Paul Coelestin Ettighoffer (n. 1896)
- Edna Mayne Hull (n. 1905)
- Joseph E. Kelleam (n. 1913)
- Murray Leinster (n. 1896)
- Aleksandr Mejerov (n. 1915)
- Richard S. Shaver (n. 1907)
- Ludwig Turek (n. 1898)
- Per Wahlöö (n. 1926)

## Cărți

### Colecții de povestiri
- Dinții lui Cronos de Vladimir Colin

### Povestiri
- „Croatoan” de Harlan Ellison

## Filme
| Titlu                                       | Regizor            | Distribuție                                                               | Țara                                                  | Sub-Gen /Note              |
| ------------------------------------------- | ------------------ | ------------------------------------------------------------------------- | ----------------------------------------------------- | -------------------------- |
| A Boy and his Dog (Un băiat și câinele său) | L.Q. Jones         | Don Johnson, Susanne Benton, Tim McIntire                                 | Statele Unite ale Americii                            | [ 2 ]                      |
| Black Moon                                  | Louis Malle        | Cathryn Harrison, Therese Giehse, Alexandra Stewart                       | Franța                                                |                            |
| Bug                                         | Jeannot Szwarc     | Bradford Dillman, Joanna Miles, Alan Fudge                                | Statele Unite ale Americii                            |                            |
| The Charge (orig: A feladat)                | Gábor Várkonyi     | Ádám Rajhona, Tamás Fodor, András Szigeti, Miklós Tolnay                  | Ungaria                                               | titlu în engleză neoficial |
| Comedie fantastică                          | Ion Popescu-Gopo   | Dem Rădulescu, George Mihăiță                                             | România                                               |                            |
| Death Race 2000                             | Paul Bartel        | David Carradine, Simone Griffeth, Sylvester Stallone                      | Statele Unite ale Americii                            |                            |
| Elixirul tinereții                          | Gheorghe Naghi     | Florin Piersic, Gheorghe Naghi                                            | România                                               |                            |
| Escape to Witch Mountain                    | John Hough         | Eddie Albert, Ray Milland, Donald Pleasence, Kim Richards, Ike Eisenmann  | Statele Unite ale Americii                            |                            |
| Futureworld                                 | Richard T. Heffron | Peter Fonda, Blythe Danner, Arthur Hill                                   | Statele Unite ale Americii                            |                            |
| The Land That Time Forgot                   | Kevin Connor       | Doug McClure, Keith Barron                                                | Regatul Unit al Marii Britanii și al Irlandei de Nord |                            |
| The Noah                                    | Daniel Bourla      | Robert Strauss, Geoffrey Holder, Sally Kirkland                           | Statele Unite ale Americii                            |                            |
| The Rocky Horror Picture Show               | Jim Sharman        | Tim Curry, Susan Sarandon, Barry Bostwick Richard O'Brien, Patricia Quinn | Regatul Unit al Marii Britanii și al Irlandei de Nord |                            |
| Rollerball                                  | Norman Jewison     | James Caan, John Houseman, Maud Adams                                     | Statele Unite ale Americii                            | [ 3 ]                      |
| The Sexplorer                               | Derek Ford         | Monika Ringwald, Andrew Grant                                             | Statele Unite ale Americii                            | [ 4 ] [ 5 ]                |
| Shivers                                     | David Cronenberg   | Paul Hampton, Joe Silver, Lynn Lowry                                      | Canada                                                |                            |
| The Stepford Wives                          | Bryan Forbes       | Katharine Ross, Paula Prentiss, Peter Masterson                           | Statele Unite ale Americii                            |                            |
| The Strongest Man in the World              | Vincent McEveety   | Kurt Russell, Eve Arden, Joe Flynn, Cesar Romero, Phil Silvers            | Statele Unite ale Americii                            |                            |
| Terror of Mechagodzilla                     | Ishirō Honda       | Ikio Sawamura, Katsuhiko Sasaki                                           | Japonia                                               |                            |
| The Ultimate Warrior                        | Robert Clouse      | Wabei Slyolwe, William Smith                                              | Statele Unite ale Americii                            |                            |
|                                             |                    |                                                                           |                                                       |                            |

## Premii

### Premiul Hugo
Premiile Hugo decernate la Worldcon pentru cele mai bune lucrări apărute în anul precedent:
- Premiul Hugo pentru cel mai bun roman:[7] Deposedații de Ursula K. Le Guin
- Premiul Hugo pentru cea mai bună povestire:
- Premiul Hugo pentru cea mai bună prezentare dramatică:
- Premiul Hugo pentru cea mai bună revistă profesionistă:
- Premiul Hugo pentru cel mai bun fanzin:

### Premiul Nebula
Premiile Nebula acordate de Science Fiction and Fantasy Writers of America pentru cele mai bune lucrări apărute în anul precedent:
- Premiul Nebula pentru cel mai bun roman:[8]
- Premiul Nebula pentru cea mai bună nuvelă:
- Premiul Nebula pentru cea mai bună povestire:

### Premiul Saturn
Premiile Saturn sunt acordate de Academy of Science Fiction, Fantasy and Horror Films:
- Premiul Saturn pentru cel mai bun film științifico-fantastic: nu s-a acordat